# Don Schollander
Don Schollander (Estados Unidos, 30 de abril de 1946) es un nadador estadounidense retirado especializado en pruebas de estilo libre, ganador de seis medallas —cinco de ellas de oro— entre las Olimpiadas de Tokio 1964 y las de México 1968.

## Carrera deportiva
En las Olimpiadas de Tokio 1964 ganó cuatro medallas de oro en las siguientes pruebas: 100 metros libre, 400 metros libre, 4 x 100 metros libre y 4 × 200 metros libre.
Cuatro años después, en los Juegos Olímpicos de México 1968 ganó la medalla de oro en los 4 × 200 metros libre —por delante de Australia y la Unión Soviética— y la de plata en los 200 metros libre, llegando a meta tras el australiano Michael Wenden.
Y en los Juegos Panamericanos de 1967 celebrados en Winnipeg ganó tres oros: en 200 metros libre, 4 x 100 metros libre y 4 × 200 metros libre.